# کانکت انترتینمنت
کانکت اینترتینمنت (انگلیسی: Konnect Entertainment) شرکت سرگرمی کره‌ای است، که در سال ۲۰۱۹ توسط کانگ دنیل تأسیس شد.